# Antonio Rodríguez Pérez
Antonio Rodríguez Pérez fou un advocat i polític gallec. Fou diputat a Corts Espanyoles pel districte de Padrón com a independent dins del Partit Liberal a les eleccions de 1918, 1919, 1920 i 1923. Posteriorment es va passar a la Federació Republicana Gallega (futura ORGA, partit amb el qual fou elegit diputat per la província de la Corunya a les eleccions generals espanyoles de 1931 i 1933.